# Sonata
Sonata — свободный клиент для Music Player Daemon (MPD), написанный на Python с использованием GTK+. Это форк Pygmy с целью исправить ошибки и добавить новые возможности.

## Возможности
- Настройка отображения списка песен
- Автоматическое отображение текста песен
- Поддержка плей-листов и потоков.
- Поддержка изменения тегов песни
- Всплывающие уведомления
- Поиск по библиотеке музыки и плей-листу
- Поддержка Last.fm
- Поддержка разных профилей MPD
- Поддержка мультимедийных клавиш
- Поддержка управления из консоли